# Международная боксёрская федерация
Международная боксёрская федерация (МБФ) (англ. International Boxing Federation; IBF) — была образована в 1983 году и объединила боксёров-профессионалов США и других стран, не вошедших в другие боксёрские организации. Более 90 боксёров-чемпионов мира по версии IBF были признаны другими ведущими международными профессиональными боксёрскими организациями, такими как ВБС (WBC), ВБА (WBA) и ВБО (WBO).

## История
IBF стала правопреемником Боксерской ассоциации Соединенных Штатов (USBA), организации, которая занималась проведением региональных чемпионатов подобно Североамериканской федерации бокса (NABF), Североамериканскому боксерскому совету (NABC) и Североамериканской боксерской ассоциации (NABA). В 1983 году на ежегодном съезде WBA, который состоялся в Пуэрто-Рико, Боб Ли, президент USBA, проиграл выборы на пост президента WBA, которым стал Жилберто Мендос. Ли и другие покинули съезд после выборов и решили создать новую мировую боксёрскую организацию. На первых порах новая группа была названа USBA-International. Они решили разместить новую организацию в Нью-Джерси, где до сих пор расположены её главные офисы. Первым чемпионом мира по версии IBF стал Марвин Кэмел, бывший чемпион мира WBC в тяжелом весе, который выиграл пояс IBF в той же весовой категории. В течение первого года существования значимость IBF была невысокой. Но к 1984 году IBF приняла решение признать Ларри Холмса, Аарона Прайора, Марвин Хаглер и Дональда Карри, уже действующих чемпионов из других организаций. Скорому признанию как одной из основных организаций IBF обязана Ларри Холмсу, который, будучи долговременным чемпионом WBC, вступил в конфликт с боксёрским советом, отказался от пояса и был признан чемпионом IBF. После этого IBF стала котироваться наряду с WBA и WBC.
Репутация организации была серьезно подмочена в 1999 году, когда Ли ушел с поста президента IBF, будучи обвинен в вымогательстве и получении взяток в обмен на высокие рейтинги боксеров. После этого пост президента заняла Гайавата Найт, которая стала первой женщиной-президентом мировой боксёрской организации. В 2001 году президентом федерации стала Мариан Мухаммад.
IBF является единственной из четырёх мировых боксёрских организаций, которая не практикует «распыление» поясов в рамках весовой категории. У IBF нет временных чемпионов, регулярных, суперчемпионов, «бриллиантовых» и прочих — только один чемпион в весовой категории.
В настоящее время чемпионом в супертяжёлом весе по версии IBF является Британец  Даниель Дюбуа который владеет поясом с 26 июня 2024 года.

## Рейтинг IBF
Рейтинг Международной боксёрской федерации включает в себя сильнейших боксёров мира в семнадцати весовых категориях. Обновления публикуются ежемесячно на официальном сайте организации.

## Чемпионы мира

### Действующие чемпионы мира
| Весовая категория       | Чемпион            | Дата завоевания |
| ----------------------- | ------------------ | --------------- |
| Тяжёлый вес             | Александр Усик     | 19 июля 2025    |
| Первый тяжёлый вес      | Джей Опетая        | 18 мая 2024     |
| Полутяжёлый вес         | Дмитрий Бивол      | 22 февраль 2025 |
| Второй средний вес      | Сауль Альварес     | 4 мая 2025      |
| Средний вес             | Жанибек Алимханулы | 14 октября 2023 |
| Первый средний вес      | Бахрам Муртазалиев | 6 апреля 2024   |
| Полусредний вес         | Джарон Эннис       | 9 ноября 2023   |
| Первый полусредний вес  | Лиам Паро          | 15 июня 2024    |
| Лёгкий вес              | Рэймонд Мураталла  | 9 июня 2025     |
| Второй полулёгкий вес   | Энтони Какаче      | 18 мая 2024     |
| Полулёгкий вес          | Анджело Лео        | 10 августа 2024 |
| Второй легчайший вес    | Наоя Иноуэ         | 26 декабря 2023 |
| Легчайший вес           | Рёсуке Нишида      | 4 мая 2024      |
| Второй наилегчайший вес | Фернандо Мартинес  | 26 февраля 2022 |
| Наилегчайший вес        | Анхель Айяла       | 9 августа 2024  |
| Первый наилегчайший вес | Сивенати Нонтшинга | 16 февраля 2024 |
| Минимальный вес         | Педро Тадуран      | 28 июля 2024    |

### Рекордсмены по защите титула
1) Рекорд по самой продолжительной защите титула в супертяжёлом весе принадлежит Владимир Кличко (64-5-0) из Украины, защищал свой титул с 2006 по 2015 года, провёл 18 защит.
2) Рекорд по самой продолжительной защите титула в тяжёлом весе принадлежит Василий Жиров (38-3-1) из Казахстана, защищал свой титул с 1999 по 2002 года, провёл 6 защит.
3) Рекорд по самой продолжительной защите титула в полутяжёлом весе принадлежит Генри Маске (31-1-0) из Германии, защищал свой титул с 1993 по 1996 года, провёл 10 защит титула.
4) Рекорд по самой продолжительной защите титула во втором среднем весе принадлежит Свен Оттке (34-0-0) из Германии, защищал свой титул с 1999 по 2004 года, провёл 21 защиту титула.
5) Рекорд по самой продолжительной защите титула в среднем весе принадлежит Бернард Хопкинс (55-8-2) из США, защищал свой титул с 1995 по 2005 года, провёл 20 защит титула.
6) Рекорд по самой продолжительной защите титула в первом среднем весе Джанфранко Роси (62-6-1) из Италии защищал свой титул с 1989 по 1994 года, провёл 11 защит титула.
7) Рекорд по самой продолжительной защите титула в полусреднем весе принадлежит Феликс Тринидад (42-3-0) из Пуэрто-Рико защищал свой титул с 1993 по 1999 года, провёл 15 защит.
8) Рекорд по самой продолжительной защите титула в первом полусреднем весе принадлежит Заб Джуда из США (44-10-0) защищал свой титул с 2000 по 2001 года, провёл 5 защит.
9) Рекорд по самой продолжительной защите титула в легком весе принадлежит трём боксерам из США: 1) Пернеллу Уитакеру (40-4-1) защищал свой титул с 1989 по 1991 года, провёл 8 защит титула. 2) Шейну Мосли (49-10-1) защищал свой титул с 1997 по 1999 года, провёл 8 защит. 3) Полу Спадафоре (49-1-1) защищал свой титул с 1999 по 2002 года, провёл 8 защит титула.
10) Рекорд по самой продолжительной защите титула во втором полулёгком весе принадлежит Джон Джон Молине (52-7-1) из Пуэрто-Рико, защищал свой титул с 1992 по 1994 года, провёл 7 защит титула.
11) Рекорд по самой продолжительной защите титула в полулёгком весе принадлежит Тому Джонсону (51-10-2) из США, защищал свой титул с 1993 по 1996 года, провёл 11 защит титула.
12) Рекорд по самой продолжительной защите титула во втором легчайшем весе принадлежит Вуяни Бунгу (39-5-1) из ЮАР, защищал свой титул с 1994 по 1999 года, провёл 13 защит титула.
13) Рекорд по самой продолжительной защите титула в легчайшем весе принадлежит Орландо Каньисалесу (50-5-1) из США, защищал свой титул с 1988 по 1994 года, провёл 15 защит титула.
14) Рекорд по самой продолжительной защите титула во втором наилегчайшем весе принадлежит Джервину Анкаджасу (32-1-2) из Филиппин, защищает свой титул с 2017 по н.в, провёл 9 защит титула.
15) Рекорд по самой продолжительной защите титула в наилегчайшем весе принадлежит Марку Джонсону (44-5-0) из США, защищал свой титул с 1996 по 1998 года, и провёл 7 защит титула.
16) Рекорд по самой продолжительной защите титула в первом наилегчайшем весе принадлежит Майклу Карбахалю (49-4-0) из США, защищал свой титул с 1990 по 1993 года, и провёл 9 защит титула.
17) Рекорд по самой продолжительной защите титула в минимальном весе принадлежит Анучу Фотонгу (59-8-1) из Таиланда, защищал свой титул с 1993 по 1997 года, и  провёл 20 защит титула.